# Карл фон Шьонборн-Буххайм
Карл Франц Едуард Фридрих фон Шьонборн-Буххайм (на немски: Karl Eduard Friedrich Graf von Schönborn-Buchheim) е граф на Шьонборн-Буххайм (Пуххайм) в Австрия.

## Произход
Роден е на 2 май 1803 година във Виена, Хабсбургска монархия. Той е най-малкият син на граф Франц Филип Йозеф фон Шьонборн-Буххайм (1768 – 1841) и съпругата му графиня Мария София Антоанета Шарлота Клара Елизабет фон дер Лайен и цу Хоенгеролдсек (1769 – 1834), дъщеря на имперски граф Франц Карл фон дер Лайен (1736 – 1775) и Мариана фон Далберг (1745 – 1804). Брат е на Карл Теодор Дамиан Ервайн фон Шьонборн-Буххайм (1790– 1841), Ервайн Дамиан Хуго фон Шьонборн-Буххайм (1791 – 1864), граф на Шьонборн-Буххайм, отказва се 1844 г. в полза на брат му, Филип Франц Фридрих Карл фон Шьонборн (1793 – 1843), граф на Шьонборн, и Фридрих Дамиан Теодор Филип фон Шьонборн (1800 – 1874). Сестра му София Терезия Йохана фон Шьонборн (1798 – 1876) е омъжена във Виена на 18 август 1818 г. за княз Карл Дамиан Евгений фон дер Лайен и цу Хоенгеролдсек (1798 – 1879).

## Фамилия
Карл Франц Едуард Фридрих се жени в Сцáрвас, ком. Бéкéс, Унгария, на 21 октомври 1833 г. за графиня Мария Анна Антония фон Болца (* 4 август 1806, Виена; † 8 април 1876, Виена), дъщеря на граф Франц Йозеф фон Болца (1780 – 1862) и графиня Анна Неметуйвари-Батиани (1782 – 1854). Те имат децата:
- Франциска фон Шьонборн (* 17 ноември 1834; † 13 март 1847)
- Мария Анна Йозефина Каролина фон Шьонборн-Буххайм (* 27 август 1836, Сцарвас, Унгария; † 15 февруари 1921, Алсо-Хидвег, Унгария), омъжена на 22 октомври 1855 г. във Виена за граф Франц де Паула Шафгоче, господар фон Кинаст и Грайфенщайн (* 22 юни 1829, Брюн; † 20 януари 1908, Пресбург)[3]
- София фон Шьонборн (* 1 август 1837; † 1841)
- Теодор фон Шьонборн (* 28 юли 1838; † 3 април 1843)
- Карл фон Шьонборн (* 19 октомври 1839; † 1841)
- Евгения Фридерика Мария фон Шьонборн-Буххайм (* 11 февруари 1841, Сцарвас; † 4 май 1885, Грац), омъжена във Виена на 17 март 1862 г. за граф Хайнрих фон Вурмбранд-Щупах (* 5 декември 1834, Престиц; † 4 март 1887, Грац)[4]
- Ервайн Фридрих Карл фон Шьонборн-Буххайм (* 9 ноември 1842, Шьонборн; † 20 януари 1903, Шьонборн), женен във Виена на 11 април 1864 г. за графиня Франциска фон Траутмансдорф-Вайнсберг (* 25 юни 1844; † 10 февруари 1898)[5]
- Шарлота! Каролина Анна София фон Шьонборн (* 26 ноември 1843, Шьонборн; † 22 ноември 1910, Фронберг), омъжена I. във Виена на 6 юни 1863 г. (развод 19 април 1869) за граф Карл фон Арко ауф Фалей (* 10 август 1836, Мюнхен; † 27 декември 1904, дворец Адлдорф, Мюнхен), II. във Фронберг на 5 октомври 1869 г. за фрайхер Вилхелм Кюнсберг фон Фронберг († 18 юни 1909, Фронберг)[6]
- Фридрих Карл Франц Йозеф фон Шьонборн (* 2 май 1845; † 30 юни 1848)
- София фон Шьонборн (* 14 юли 1847; † 10 юли 1851)
- Анна фон Шьонборн-Буххайм (* 4 септември 1848, Шьонборн; † 2 януари 1921, Алтенбург), омъжена на 21 юли 1869 г. за граф Антон фон Лудвигсторф фрайхер фон Голдламб (* 16 януари 1845, Гунтерсдорф; † 27 февруари 1929, Алтенбург)